# SPACE BATTLESHIP 大和號
《宇宙戰艦大和號》是2010年的日本電影。動畫作品『宇宙戰艦大和號』初次的真人版電影。2010年12月1日公開上映。廣告標語是

## 概要

### 生產和製作
TBS制定了將舊動畫“宇宙戰艦大和號”製作成真人電影的計劃/概念。 2009年10月3日，在Sedick International和西崎義展的養子西崎彰司的合作下，經西崎義展的許可，正式宣布了大約五年。
山崎貴被任命為導演，SMAP的木村拓哉被任命為負責人。木村小時候是原著的粉絲，在出演的電視節目《SMAP×SMAP》中，他也扮演了模仿“大和”的古代進。甚至在上述官宣之前，周刊就已經發表了謠言級別的文章，木村也在電台節目的發言中暗示了將製作這部作品。
拍攝於2009年10月12日開始，幾乎所有演員的拍攝於2009年12月29日完成。發布它花了大約一年的時間，他拍攝了材料並製作了80%的VFX部分。

### 內容
基本故事是“宇宙戰艦大和號”（第一部作品，尤其是“劇場版-Starsha Death Edition”）的發展，即“宇宙戰艦大和號前往宇宙之外的伊斯坎達爾以拯救地球毀滅的危險”以及.除了松本零士參與前的“拉根德拉之星”版大和號之外，“宇宙戰艦大和號”、“再見 宇宙戰艦大和號 愛的戰士”和“宇宙戰艦大和號 完結篇”的創作者之一也被用作主題...尤其是後半段，《永遠的大和號》的元素很強（很多主要成員在激戰中死去），最後一幕加入了《宇宙戰艦大和號 完結篇》的元素。
地球方面的角色也基本以動畫版為基礎，只是有些角色的性別和職務發生了變化。戰斗場景以3DCG表現，機械設計為真人動作安排。此外，敵人加米拉斯方面的設定和機械設計與動畫版相比下也發生了很大變化。

### 公開
從2010年1月1日開始，電視廣告、報紙廣告、劇場海報廣告、上映日期的公佈開始。根據東寶的說法，“2010年將是“大和年”，據說僅元旦就花費了1億的廣告費用。
此外，2010 年 6 月，決定與原作一樣慶祝 36 週年的 Hello Kitty 合作。作為同年 7 月 3 日發售的首張預售入場券的特權，Kitty（戰鬥隊）或 Daniel（技術隊）穿著數量有限的 50,000 份的大和戰鬥服（制服）將獲得此外，從同年8月起在三麗鷗彩虹樂園舉辦了為期約一個月的特別電影公關秀。第二張預售票的特權是大和/ Susumu Kodai（木村拓哉）的清晰檔案。
標題中包含英語是因為它正在尋求向海外擴張。從2010年12月31日起在台灣 （页面存档备份，存于），預定在香港、泰國、新加坡、法國、德國等13個國家上映。
全國440塊銀幕上映，2010年12月4日至5日兩天週末動員421,129人，利潤528,215,150日元，12月1-5日累計動員79萬。1012人，累計票房收入為943,995,550日元，在電影觀眾動員排名（根據票房新聞社）中首次亮相，超過了《哈利波特與死亡聖器PART1》。
此外，2010年11月7日，在本作發售前，《宇宙戰艦大和號》的創作者之一西崎佳信從一艘名為“YAMATO”的船上墜落，在一次事故中喪生 （页面存档备份，存于）。一年前的2009年12月，西崎導演的動畫電影《宇宙戰艦大和號復活》的電影版在257廳上映，最終票房4億日元。
2012年4月11日，在TBS地面廣播首播。收視率為7.9%

## 故事來源
公元2199年，由於神秘外星人“加米拉斯帝國”的襲擊，地球瀕臨滅絕。大海因加米拉斯的行星炸彈襲擊而乾涸，地球上的大部分生物都被殺死。為數不多的人類已經建造了一座地下城，以防禦加米拉斯的襲擊，但穿透地下的輻射距離毀滅人類還有一年左右的時間。
地球防衛軍在火星區域集結餘力，向最後一戰發起挑戰，卻只剩下一艘旗艦將其殲滅。幾天后，一個神秘的信息艙掉在了地球上，被附近的打撈商古代進發現了。那裡寫的是波動引擎的藍圖和伊斯坎達爾的精確坐標。地球防衛隊宣布“太空艙的發送者願意交出拯救地球的輻射清除裝置”，並根據該信息，改造了最後一艘地球逃生船宇宙戰艦大和號，並將其送往伊斯干達。

## 登場人物
- 有☆者代表原作中是男性，今作中變更為女性。

### 第一艦橋勤務
- 古代進 - 木村拓哉 ・（幼少期）大江駿輔

大和戰隊隊長，後兼任副隊長（與原作不同的是，進本人拒絕擔任副隊長，因此受隊長令任命）。負責總作戰指揮、艦載機指揮、主副武器、波炮發射等工作。他也是一名 Cosmo Zero 飛行員（飛機編號為 CZ1）。出生於 2166 年 10 月 31 日，A 型血。
小台進曾經是宇宙零兵團的王牌，也被稱為“古代隊（隸屬於拉格朗日基地）”，該隊已經拆除了行星炸彈。古戰隊在左臂的三條主線上有著特殊的徽記，除了進之外，還有加藤、山本、古谷、杉山、飛田、雪都屬於短時間。然而有一天，他在那里工作，因為他攻擊並改變了航向，一顆阻止直接撞擊地球的行星炸彈直接擊中了太空橋（第二空間站），並像流彈一樣摧毀了它。他的父母去世了，他在島上懷孕的妻子參與其中，讓他很失望。之後，作為一家私人打撈公司，他在地表收集稀有金屬，住在地下城市。出於這個原因，Susumu在開頭的字幕和配樂的標題中被描述為“骯髒的人”。
在回收稀有金屬的過程中，他捲入了伊斯干達飛船墜毀事件，當時防護面罩被摘下，暴露在外面的空氣中，空氣中充滿了高濃度的輻射。這一切都是從我撿起的時候開始的一個掉在附近的通訊艙（顯示為綠色）。
在弟弟死後，在地下城的街頭電視上觀看了東都新聞發布會的電視轉播，得知地球防衛軍的最後一艘太空戰艦將被派往依斯干達接收輻射清除裝置，並確認而且，為了再次看到綠色的大地，回到艦上對行星際導彈進行緊急啟動時，最後一艘宇宙戰艦大和號的身份，就是他看慣了的戰艦大和號。收集稀有金屬時在地上。知道這一點。分析儀單元始終安裝在右臀部。他進入手術室時戴著手套。他有能力無視命令前去幫助雪，或者用脈衝槍射擊被轉移到Desler的Saito（根據Tokugawa的說法，“熱和不合理，但冷靜”），對當時幫助的人。淡淡的說：“這個我借給你。”“我有一筆貸款還沒還。”）本以為沖田船長拋棄了哥哥，在擊退他的同時有強烈的不拋棄同伴（下屬）的願望，但代表船長下令與安藤等六人分開第三座橋，以防止大和號深知船長（指揮官）墜入雪地時的壓力和責任感，對沖田產生了極大的尊重和信任，並相信了他的想法，並在伊斯干達（Gamirasu）登陸。彼時，他熟練地操縱起首小宇宙零號，配合大和，中和了敵人的防空系統。
在回到地球之前，他決定從Desler的反擊中拯救他的親人和地球，並前往與大和的最後一戰。 《完結篇》的結局比《告別》更接近沖田。
- 沖田十三 - 山崎努

大和船長。
在本作中，外觀與原作相似，但去掉船長帽的場景明顯增多。
他曾以星際艦隊指揮官的身份在火星地區與加米拉蘇進行過決戰，但艦隊全軍覆沒，只剩下一艘旗艦和四架戰機。從通訊艙和古代發生的現象來看，在通訊艙的信息中加入了放射性去除裝置的信息。他患的是和原來一樣的病（不知道病名是不是“太空放射病”），一直在吃藥片（所以他經常隨時咀嚼），但逐漸由於疾病的嚴重程度。它不再起作用了。然而，他相信一絲一毫的可能性，決定推著病魔，指揮宇宙戰艦大和號前往依斯干達。隨著身體逐漸虛弱，他任命了與原本打算託付大和的古代守護者俱有相同品質的弟弟進為副隊長。在返回地球之前完成自然生活。這個場景和原來的“Part 1”一樣。
2199 年 8 月 21 日，他失去了在火星戰役中擔任驅逐艦“冬月”號的導航員的兒子良太郎（-二階堂聰），他很珍惜與他合影的照片。他還有許多在與 Gamirasu 的戰爭中喪生的戰友和部下的照片，兩本小說還包括 Mamoru Kodai 的照片。照片顯示了他們死亡的時間和地點。
據德川說，他年輕時“火辣不講道理，但冷靜”，看起來就像古代的小台守兄弟。
Yuki、Sanada、Aihara、Saito（太空騎兵）已經在沖田麾下參加了火星戰，佐渡也在船上擔任艦醫（原著中，他在大和、齋藤等人第一次見面。沒有熟人，因為外觀作品不同）。
- 島大介 - 緒形直人

作為大和航海隊的隊長，以天才的機動技術駕馭大和的航海家。
他最好的朋友小台進與宇宙零軍團同步，也參與了行星炸彈的攔截。 行星炸彈事故後，他和進一樣換了工作，但自願為家人登上大和號。 它教會了去下雪的過去（行星炸彈事故）。他將妻子和兒子次郎留在地球上。他在執行任務期間戴著結婚戒指。 在原著中，是從容淡定的，但在這部作品中，情緒有點大。 就在決戰前夕，他試圖和進一起留在大和身邊，但被進說服駕駛逃生貨物。
在小說版中，他的妻子在次郎出生前後因行星炸彈事故去世。
- 真田志郎 - 柳葉敏郎

大和技術組組長（總工程師），地球防衛隊優秀科學家。
他也在沖田艦上，也對回收的通訊艙進行了分析。大和號還分析了從伊斯干達 (Gamirasu) 發射的導彈和在大和號船內遇難的 Gamirasu 碎片（在兩本小說中）。小台守是同時代的戰友，他把守的弟弟進夢當做自己的親弟弟。看來沖田的upaya似乎很輕，但他還是同意了Susumu，並陪著他去了Gamirasu的登陸。在遇到伊斯干達後，他將大和和地球託付給了進和由希，此外，他還告訴進“我以為你就像一個弟弟，你會成為一個好船長的。”由於被毀壞，留在了加米拉蘇。中央部分，爆破組完成後，他按下爆破開關，全身暴露在彈藥中自爆。真田死的時候，幾乎和《告別》一樣。 “不要慌張，快點，要準確”是一種習慣。
在小說版中，真田的家人也死於行星炸彈，真田向加米拉蘇和依斯干達提問（本卷主要是進問）。
飾演的柳葉敏郎的外貌與動漫版的真田四郎相似，柳葉在接受采訪時表示，在大和的報價來臨時，他就知道自己就是真田的角色。
- 相原

在大和號航海隊負責一般通訊、敵人搜索和情報分析，在原作中還擔任由紀和太田。 因為他屬於航海隊，所以他穿著一件與原版不同的白底綠色箭頭的夾克。
當所有船員與地球溝通時，他們管理它（在原版中，由紀負責）。 他也在沖田號船上。（☆） - マイコ
- 南部康雄 - 矢柴俊博

大和戰隊副隊長。
戴眼鏡的點和原作一樣，但在這件作品中是短髮和胡茬，長相有很大的不同。 與進和沖田相比，與無理或魯莽行為無關的膽小但謹慎且有才華的人。 因Cosmo Zero出擊而無法推進時，他負責戰鬥。
在與德斯勒的最後一戰中，進的問題首先讓他意識到了自己的決心以及如何戰鬥。
- 太田 - 大和田健介

大和技術組第一座橋最年輕的飛行員。
常與南方糾纏。 真田死後，在第一橋代他值班。 原著中，他是遠航小隊島上屬下的副組長。
在第一座橋上，還有一位名叫佐佐木（——原田加奈，原作中沒有出現）的通訊助手的女性成員，是航海隊的成員。
第一座橋的座位順序是前排右側的島嶼，南側進，右舷前的愛原和佐佐木，左前的太田和真田，後排中央的沖田。 Susumu（戰鬥隊）有南部，島（航行隊）有Aihara和Sasaki，Sanada（技術隊）有Ota作為助手。 航行團隊在操作過程中戴著耳機。
即使在小說版中，第一座橋上也有八個人（名字可以由沖田、進、志摩、真田、愛原和南部確認）。

### 黑虎隊
- 森雪 - 黑木美沙
- 加藤 - 波岡一喜
- 山本 - 齋藤工
- 古屋 - 三浦貴大

### 空間騎兵隊
- 斉藤始 - 池內博之

### 其他的大和號乘組員
- 佐渡先生（☆） - 高島禮子
- 德川彥左衛門 - 西田敏行
- 安藤 - 淺利陽介
- アナライザー（AN8001/H1000） - 緒方賢一（聲）

### 其他的地球人
- 藤堂平九郎 - 橋爪功
- 古代守 - 堤真一 ・（幼少期）谷山毅
- 島次郎 - 青木綾平
- 地球防衛軍クルー（司令官） - 飯田基祐
- 地球防衛軍通信クルー - 大塚麻惠
- 藤堂の会見を取材する記者 - 天川真澄
- 地下都市で古代進と同室の男 - 田中要次

### 異星人
- デスラー / ガミラス - 伊武雅刀
- イスカンダル - 上田美由紀（聲）

### 聲之出演
- 解說 - 佐佐木功

### 友情出演（Director wish to thank）
- エキストラ - 須賀健太

## 製作人員
- 原作 - 西崎義展
- 監督・VFX - 山崎貴
- 脚本 - 佐藤嗣麻子
- 音樂 - 佐藤直紀（原曲 - 宮川泰「宇宙戰艦大和號」「無限に廣がる大宇宙」）
- 製作統括 - 信國一朗
- 企畫 - 中澤敏明、濱名一哉
- 執行製作 - 飯島三智、阿部秀司、市川南
- 製作 - 東信弘、山田康裕、石丸彰彥、安藤親廣
- ラインプロデューサー - 竹內勝一
- 撮影 - 柴崎幸三
- 照明 - 吉角莊介
- 特機 -　奧田悟、小山田昌弘
- 録音 - 鶴巻仁
- 美術 - 上條安里
- 装飾 - 中澤正美、龍田哲兒
- 編集 - 宮島龍治
- 片尾曲 - 史蒂芬·泰勒 －「LOVE LIVES」
- 製作 - 「SPACE BATTLESHIP ヤマト」製作委員会（TBS電視・セディックインターナショナル・東寶・ROBOT・ジェイ・ドリーム・博報堂DYメディアパートナーズ・小學館・毎日放送・中部日本放送・白組・阿部秀司事務所・TBSラジオ&コミュニケーションズ・TCエンタテインメント・FM東京・東北新社・RKB每日放送・北海道放送・JNN全28局）

## 情節

### 地點
地球防衛隊地下船塢位於岐阜縣伊備川町橫山大壩內，位於多治見市粘土礦的古代稀有金屬收集地奧尾備岬附近。
機庫現場拍攝於愛知縣田原市伊勢灣渡輪“鳥羽丸”。
除此之外，它是在東京世田谷區西城Kinuta的Toho Studio拍攝的。

### 過場動畫
從 DVD 和 BD 獎金光盤 1 “製作”中，以下兩個場景已被拍攝，但從主要故事中刪除。
記者招待會結束後，藤堂書記對沖田說“真的好嗎？”的場景。
齋藤表示了要登陸真田實驗室的Gamirasu的決心後，笑著喃喃道：“要不要試試？”
另外，在電影雜誌《CINEMA SQUARE vol.34》中，進擔任代理隊長之前，佐渡在看醫生時，真田在隊長的房間裡向沖田報告了Gamirasu（Desler）的照片。（前兩個場景是部分剪輯，但所有場景都是為這個場景剪輯的）。
這三個場景也在上映前出版的小學館少年電影文庫版中。此外，劇場小冊子中還附有Susumu在地下城手持銀杏葉的照片。

### 瑣事
至於大和餐廳（YAMATO DINNING ROOM）的酒水設置，蘇格蘭威士忌是“McCarran”，波本是“Jack Daniel's”，梅酒是“Choya”，伏特加是“Peltz”，意大利酒是“Monte Luciano”，清酒應該包含“雨後的一個月（廣島縣吳市愛原酒造）”，威士忌應該包含“Iichiko”等真正的清酒。咖啡牛奶、鹽等包裝上也印有“YAMATO DINNING ROOM”字樣。

## 出版物
- 電影小說化版『SPACE BATTLESHIP ヤマト』涌井學作（小學館文庫） ISBN 978-4-09-408548-8
- 『SPACE BATTLESHIP ヤマト』水稀しま作（小學館ジュニアシネマ文庫） ISBN 978-4-09-230610-3

### DVD/藍光
由 TC 娛樂於 2011 年 6 月 24 日發行。
- 太空戰艦大和標準版 (DVD)

僅主盤
- 太空戰艦大和高級版 (DVD)
- 太空戰艦大和高級版（藍光）

主光盤和 1 個獎勵光盤
初次限定收錄優待（明信片型書）
- 宇宙戰艦大和典藏版 (DVD)
- 太空戰艦大和典藏版（藍光）

完全預約限定商品
主光盤和 2 個獎勵光盤
附屬品（古代 Susumu 狗牌（複製品）、帶移動清潔器的戰鬥隊夾克型肩帶、3D 照片卡（2 種）+照片架、帶有地球自衛隊標誌的通行證盒（登機證型））
附帶福利（小冊子，超過 100 頁（正式 108 頁）故事板書）
DVD 和 Blu-ray 在發行的同時開始出租。
根據 Oricon DVD & Blu-ray (BD) 排名（7月4日），它在發行的第一周錄製了約56,000張DVD和約25,000張藍光，（並且均在電影類別（Blu-ray）中排名第一“跳舞”。Daisosen THE MOVIE3釋放他們！普通版被超越並記錄了日本電影上映第一周的第一名）。

### 捆綁
全家自2010年11月2日起舉辦了電影《SPACE BATTLESHIP Yamato》聯動活動“Start Yamato！”，活動中展示了木村的“Ancient Dog Tag”。
House Foods的主打商品Kukure Curry（中辣味）的包裝中，附有小大進裝扮木村的照片的“SPACE BATTLESHIP大和特惠套餐”，從2010年10月28日，木村穿的製服，以抽籤方式贈送給其中一名申請人。此外，2010年11月15日，為公司的主要休閒食品O-Zack（微鹹和岩岸鹽）發布了上述Susumu Kodai包裝的限量版。
山崎烘焙從電影上映的前一天2010年11月30日開始，限時發售品牌名稱為“SPACE BATTLESHIP Yamato BIG紅糖麵包”的甜麵包。
神戶屋限時發售「SPACE BATTLESHIP 大和依斯干達饅頭（甜瓜蘇打味）」。

## 脚注
1. ↑  . サンケイスポーツ.   [2009年10月7日]. （原始内容存档于2009年10月4日）.
2. ↑  預告片和預告片有 73 天（根據東寶的說法，主要故事說最長是一年，最糟糕的是幾個月）。
3. ↑  來自木村拓哉佩戴的“古代狗牌”。 準確的說是“DFE JAPAN / S.KODAI / OCT.31.2166 / BLOOD TYPE A / 84-011M-5910”。 除了作為 FamilyMart 活動禮物的實物產品之外，“SPACE BATTLESHIP 大和典藏版”（Blu-ray & DVD）中還包括一個複製品作為獎勵。 “A型血，10月31日出生”是原作動畫中第一位古代主人公富山圭的個人資料。
4. ↑  島的妻子還沒有出現，很容易像小說版一樣認為她已經死了，但她還活著，正如小冊子所說，“（島）愛他的妻子和兒子勝過一切。”..
5. ↑  小說版沒有出現。 這個名字沒有出現在主線故事中，它首先出現在少年電影院文庫中。 該名稱首次在DVD和BD的主要部分的字幕以及獎勵光盤1的字幕上正式宣布。
6. ↑  http://mantan-web.jp/2011/06/29/20110628dog00m200026000c.html Archive.today的存檔，存档日期2012-07-13 SPACE BATTLESHIP ヤマト ： BDが邦画の最高売り上げ記録を更新 「踊る大捜査線」抜く
7. ↑  木村為每位演員帶回了至少兩套服裝，一套是在 2011 年初他在“SANTAKU”演唱《LOVE LIVES》時，另一套是在2012年初。史蒂文泰勒抵達日本。 他還在直播中表示，他將帶回其他演員陣容。

## 外部連結
- 官方网站